# Cinctura lilium
Fasciolaria lilium là một loài ốc biển, là động vật thân mềm chân bụng sống ở biển trong họ Fasciolariidae.

## Phụ loài
- Fasciolaria lilium branhamae Rehder & Abbot, 1951
- Fasciolaria lilium tortugana Hollister, 1957

## Hình ảnh

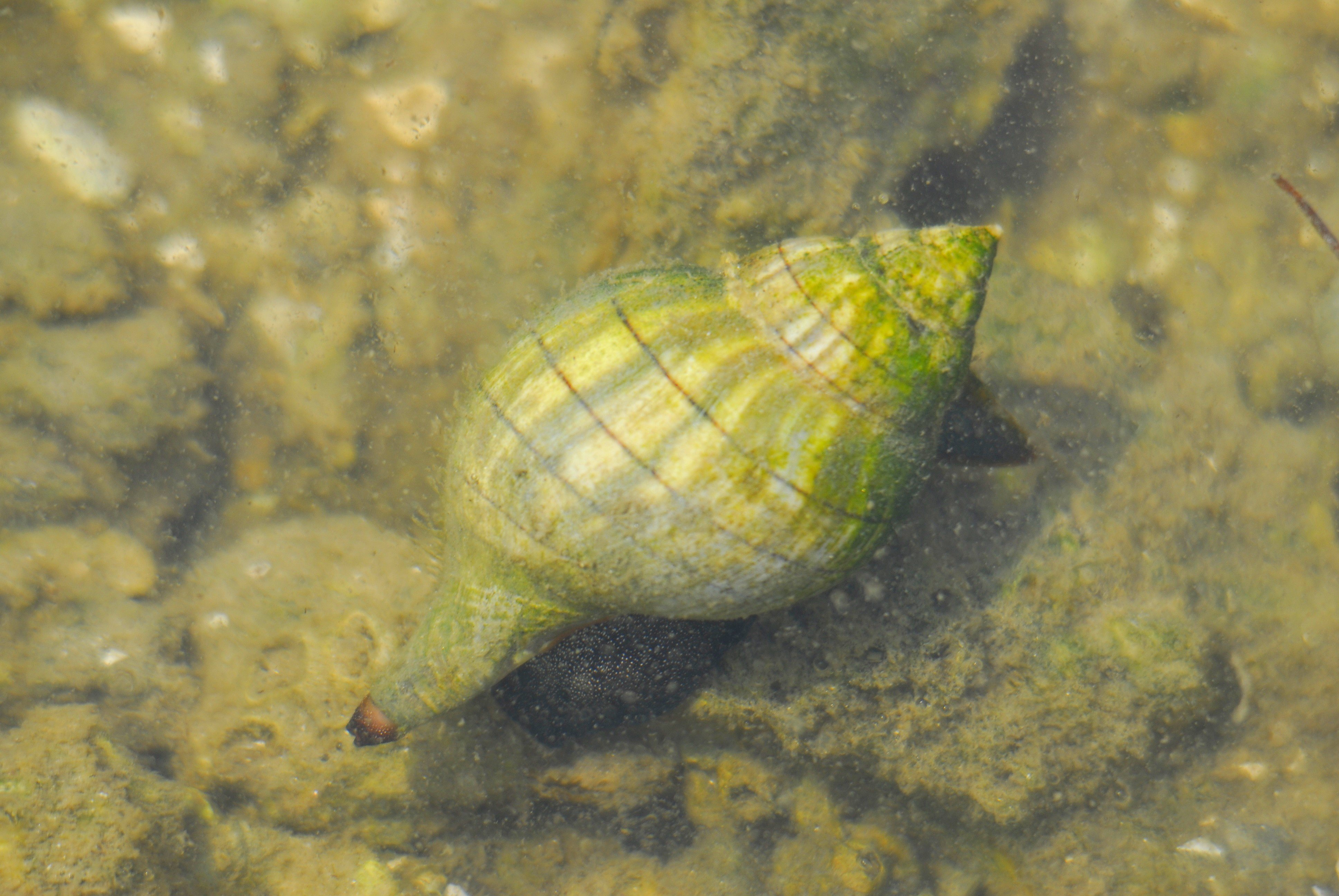